# Delray Beach International Tennis Championships 2007
Delray Beach International Tennis Championships 2007 — тенісний турнір, що проходив на кортах з твердим покриттям у місті Делрей-Біч, США з 29 січня. Належав до категорії International Series, був турніром серії Delray Beach Open 2007 року.

## Фінальна частина

### Одиночний розряд
Ксав'є Малісс —  Джеймс Блейк 5–7, 6–4, 6–4

### Парний розряд
Г'юго Армандо /  Ксав'є Малісс —  Джеймс Окленд /  Стівен Гасс 6–3, 6–7(4–7), [10–5]